# 西郊乡 (西昌市)
西郊乡，是中华人民共和国四川省凉山彝族自治州西昌市曾经下辖的一个乡。2019年12月，撤销西郊乡，原西郊乡南坛村、尤家屯村所属行政区域划归东城街道管辖，原西郊乡河东村、北门村所属行政区域划归北城街道管辖，原西郊乡宁远桥村、龙眼井村、张家屯村所属行政区域划归西城街道管辖，原西郊乡长安村所属行政区域划归长安街道管辖。

## 行政区划
西郊乡撤销前下辖以下地区：
瑶山村、龙眼井村、张家屯村、海滨村、尤家屯村、河东村、南坛村、长安村、宁远村和北门村。